# レイシー (企業)
レイシーは、株式会社イワキの観賞魚・活魚用機器ブランドの一つである。1965年にイワキグループの一つとして設立されたが、2009年にイワキへ吸収合併された。

## 概要
世界的な産業用ポンプメーカーであるイワキの系列会社であり、扱う製品も同社の製品を観賞魚・活魚用に性能を調整したものが主力である。そのため堅牢な設計や高スペックが必要な製品に強く、業務用途や大型魚・冷水魚・海水魚の飼育においてよく使用されている。他社に比べ早い時期から、大型水槽用のポンプや水槽用クーラー、紫外線殺菌灯やオゾナイザーなどを展開していたため、それらにおいて知名度が高いが、日本で人気が高く安価な製品を中心に、多くのメーカーが参入している上部式フィルターにおいてもさきがけとなったメーカーである。

## 主な製品
ポンプ
同社の主力商品。一般的な縦型ポンプから、自吸式ポンプや薬品添加ポンプなどの特殊なものまで多数展開している。
水温調節器具
加温・冷却双方の器具を製造しているが特に水槽用クーラーにおいて老舗であり、小型水槽用から大型のものまで展開している。
上部フィルター
最も普及している60cm水槽用のものから180cmの大型水槽用まで展開しているが、一般的な上部フィルターに比べいずれも濾過槽の容量が非常に大きい。
その他
殺菌灯やオゾナイザー、ブロワーなどの比較的ハイエンドユーザー向けの製品が多いが、ろ材や人工海水といった一般的な飼育用品も展開している。

## 参照項目
- アクアリウム
- 熱帯魚用アクアリウムのメーカーの一覧